# Dirk Hartogeiland
Dirk Hartogeiland is het belangrijkste eiland van een groepje eilanden voor de westkust van Australië. Het eiland is het meest westelijke en, na Tasmanië, Kangaroo Island, Fraser Island, Flinders Island, King Island, Bathurst Island, Melville Island en Groote Eylandt, een van de grotere eilanden van Australië. Samen met Dorre Island en Bernier Island vormt het de westelijke rand van Shark Bay.

## Geschiedenis
Het dankt zijn naam aan de Nederlandse schipper Dirck Hartog van het schip de Eendracht, die op 25 oktober 1616 als tweede Europeaan op Australisch grondgebied landde (de eerste op de westkust). Voor hem werd Australië in 1606 al vanuit het noordoosten ontdekt door de Nederlandse ontdekkingsreiziger Willem Janszoon.

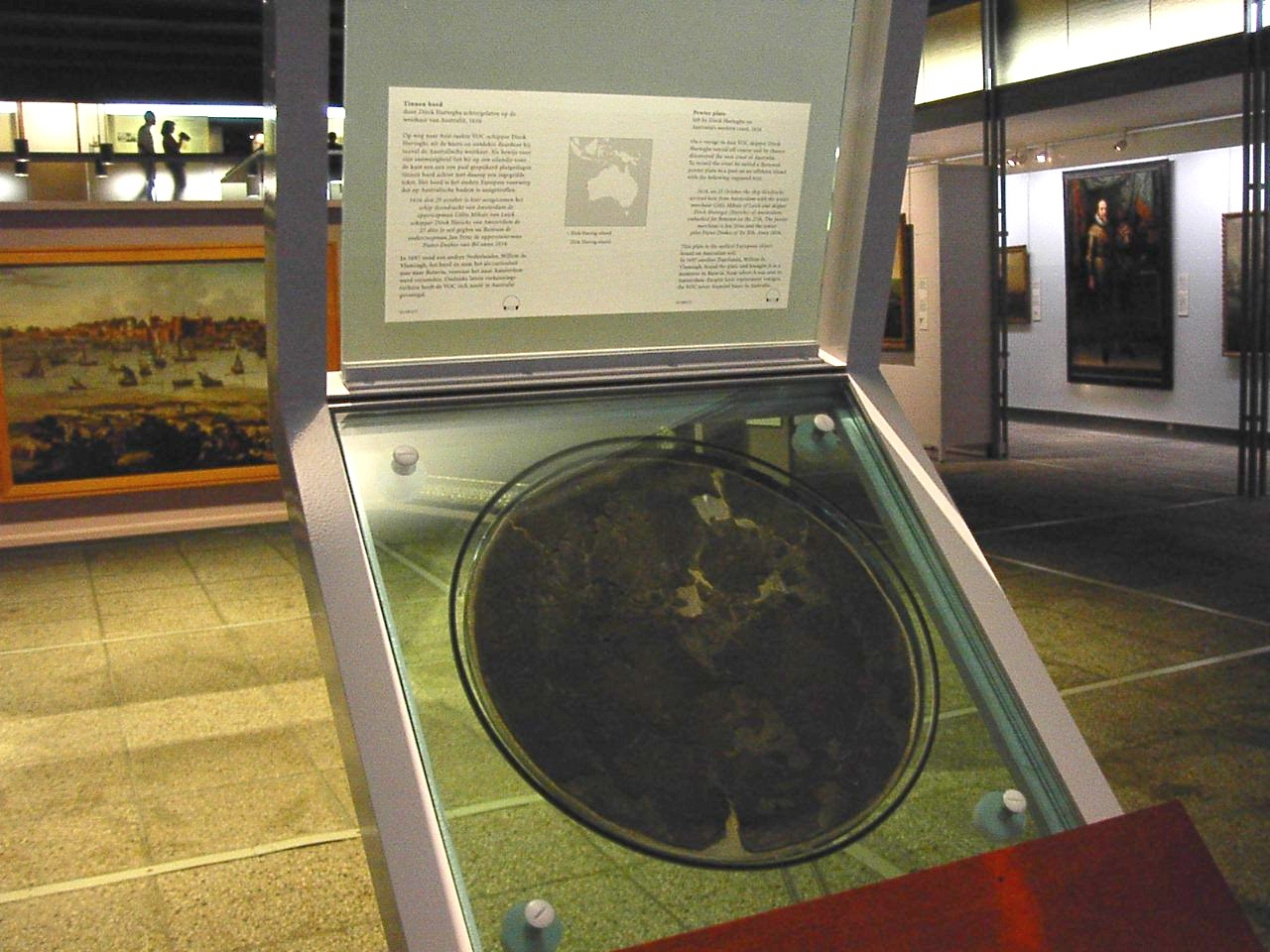
Kopie van de schotel van Dirk Hartog in het Rijksmuseum.

Hartog landde op Cape Inscription en nagelde daar een tinnen schotel uit het scheepsservies aan een paal. In de schotel was zijn naam, de datum van zijn landing en de naam van zijn schip gekrast. De tekst luidt:

1616, DEN 25 OCTOBER IS HIER AENGECOMEN HET SCHIP D EENDRACHT

VAN AMSTERDAM, DEN OPPERKOPMAN GILLIS MIBAIS VAN LVICK SCHIPPER DIRCK HATICHS VAN AMSTERDAM

DE 27 DITO TE SEIL GEGHM (sic) NA BANTAM DEN

ONDERCOOPMAN JAN STINS OPPERSTVIERMAN PIETER DOEKES VAN BIL Ao 1616.

In 1697 bezocht Willem de Vlamingh dezelfde plek en verving het gedenkteken van Hartog door een van hemzelf. Hij nam het origineel mee naar Amsterdam waar het bewaard wordt in het Rijksmuseum. Latere expedities die het eiland aandeden waren die van de Engelsman William Dampier (1 augustus 1699) en van de Fransman Louis de Freycinet in september 1818, met aan boord de chirurg en zoöloog Jean René Constant Quoy die als eerste de fauna van het eiland onderzocht.
Omstreeks 1800 waren de producten die het eiland voortbracht guano (vogelmest) en parels.
In 1869 verleende de Australische overheid een vergunning voor het beweiden met schapen.
In 1968 besloot de overheid het eiland aan de hoogste bieder te verkopen. Thomas Wardle kocht het pachtrecht, en het eiland werd particulier bezit van hem en zijn vrouw Lady Wardle om te overwinteren. Toen in de jaren negentig van de 20e eeuw de wolprijs kelderde, werd toerisme de voornaamste bron van inkomsten.

## Avifauna
De avifauna van Dirk Hartogeiland telt een aantal ondersoorten die endemisch zijn op het eiland, waaronder de roodooremoesluiper (Stipiturus malachurus hartogi), die "een dwerg" is vergeleken met de soortgenoten van het Australisch continent, het witvleugelelfje (Malurus leucopterus leucopterus) en de rosse struiksluiper (Calamanthus campestris hartogi)